# Püspöksüveg

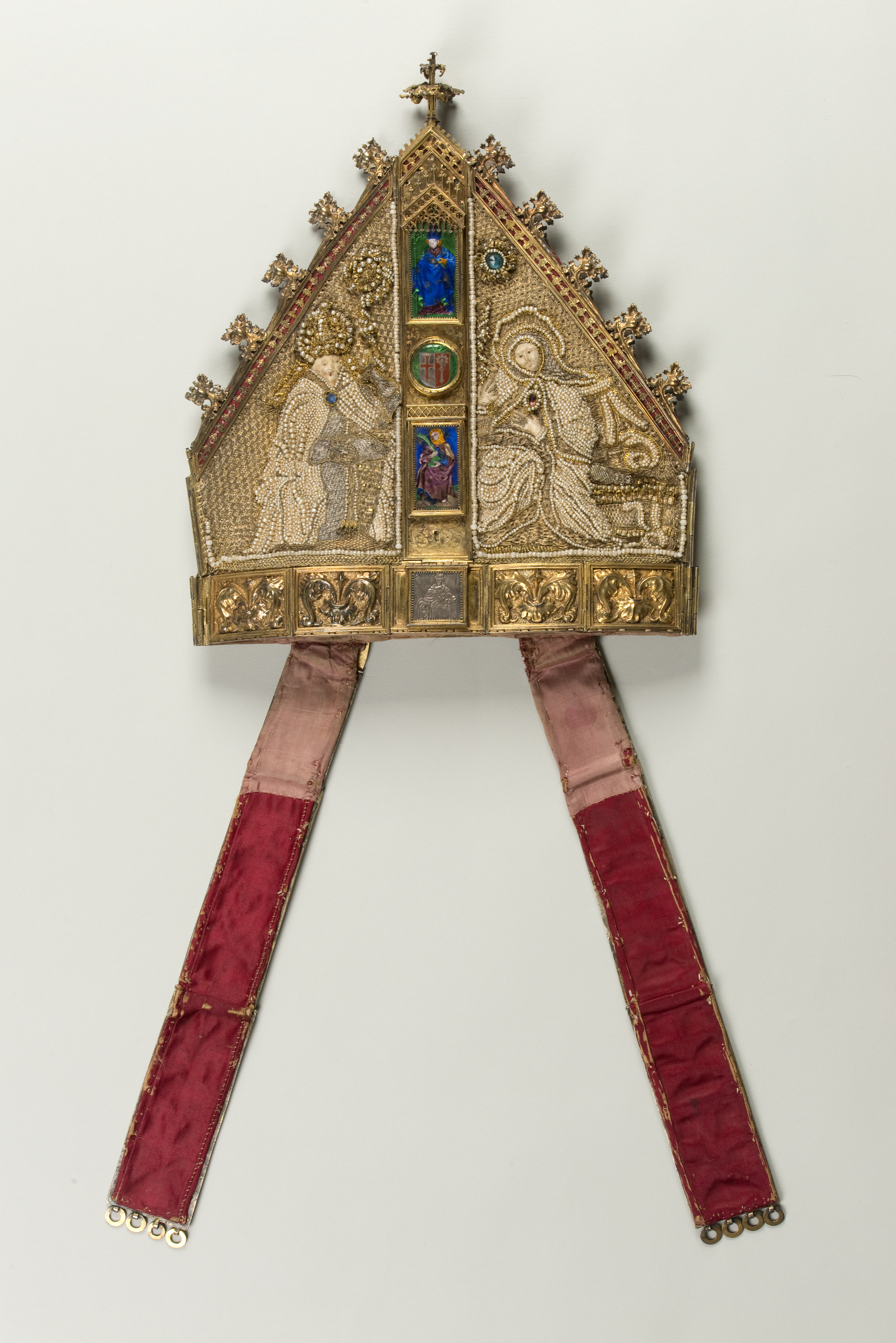
A frauenfeldi mitra

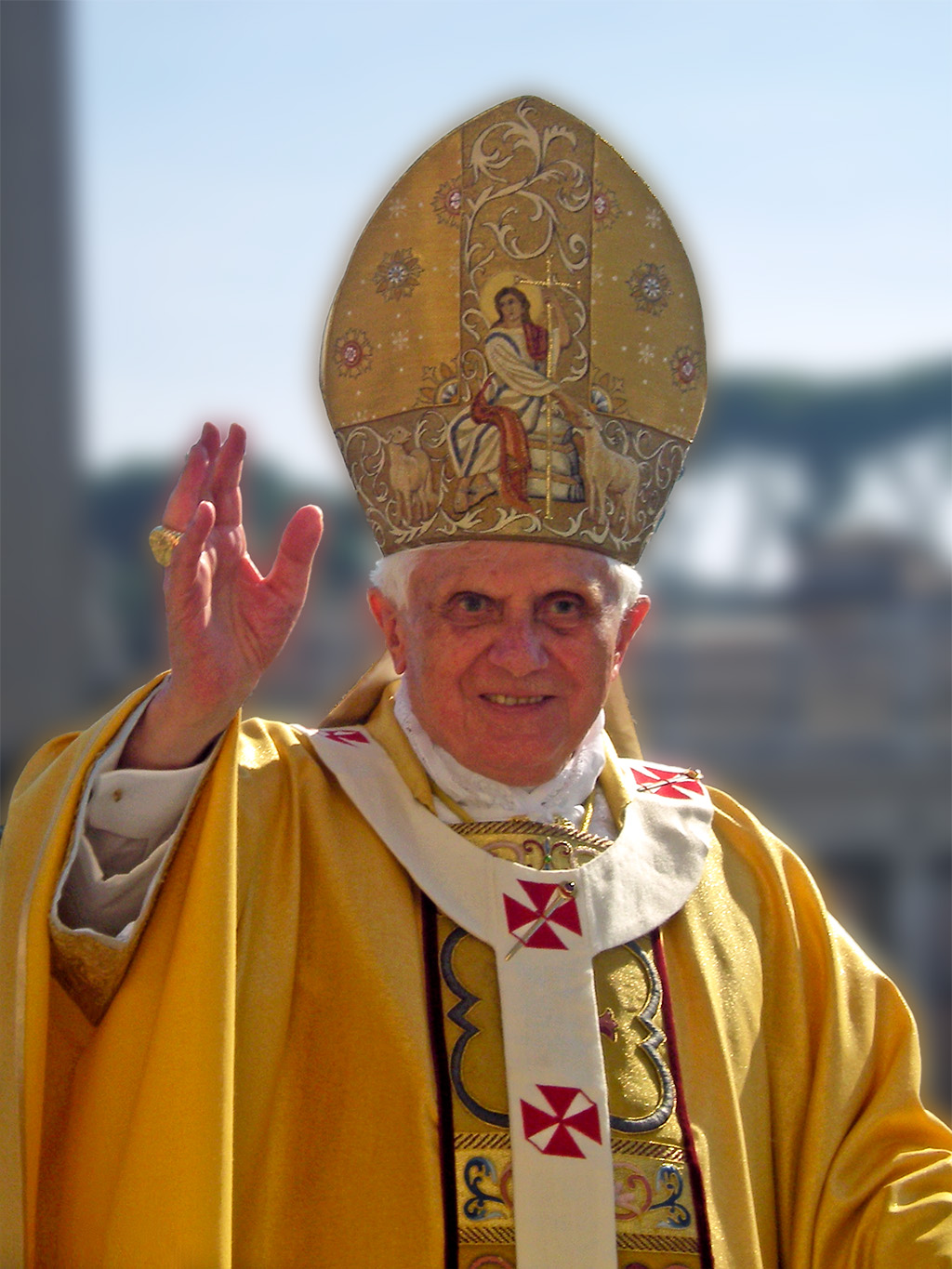
XVI. Benedek pápa mitrában

A püspöksüveg (mitra vagy infula) a római katolikus püspökök által hordott díszes, csúcsíves sapka, a főpapi méltóság jelvénye a 11. század óta. A pápa is, mint Róma püspöke viseli.
A 12. századtól kezdve infula a neve a püspöksüvegnek, melyet azelőtt inkább mitrának hívtak. A pápa nem liturgikus fejfödőjéből keletkezhetett; kitüntetésként adományozták püspököknek, apátoknak, fejedelmeknek, sőt a császárnak is.
Anyagát egyre keményítettebb, dúsan díszített szövetből készítették, formája pedig a barokk korban aránytalanul magassá vált.
Kettős ága, s hátul két lelógó szalagja van. Kezdetben csak a pápák viselték, kettős ága még nagyon alacsony volt, de ez már akkor is az Ó- és Újszövetséget jelentette. A süveg színe fehér vagy arany; a vörös vagy viola színű süveg használata tilos. Használhatják a bíborosokon és püspökökön kívül a tényleges szerzetes apátok és prépostok és (bizonyos megszorításokkal) a főpapi jelvények kiváltságával bíró protonotáriusok, prelátusok, címzetes apátok és prépostok. 

## Változatai
Három alapvető változata van. 
- Az ékkövekkel és gyöngyökkel díszített püspöksüveget (mitra pretiosa) vasárnapokon és nagyobb ünnepeken viselik.
- Az arannyal hímzettet változatot (mitra auriphrygata) konzisztóriumon, továbbá nagyböjt és advent idején hordják. A Laetare és a Gaudete vasárnapok kivételével.
- Az egyszerű, fehér selyemből készültet (mitra simplex) gyászszertartásokon és nagypénteken hordják. (VI. Pál pápa az ékes mitra helyett is rendszeresen az arannyal hímzettet alkalmazta.)